# Charles Lassailly
Pour les articles homonymes, voir Lassailly.
Œuvres principales
Les Roueries de Trialph
Charles Lassailly, né le 3 septembre 1806 à Orléans et mort le 14 juillet 1843 à Paris,, est un écrivain français.
Classé généralement parmi les « petits romantiques » et les « romantiques frénétiques », comme Philothée O'Neddy ou Xavier Forneret, il est surtout connu comme auteur des Roueries de Trialph.

## Un jeune orléanais
Né le 3 septembre 1806, à 2 heures, au no 16 de la rue Royale, à Orléans, Charles Lassailly est le fils aîné de Louis-Prosper Lassailly, un courtier de commerce, et de Louise-Angélique Margoullier. Il a deux frères : Jules-Alexandre-Victor, né le 12 janvier 1808, qui ne survit pas, et Henri-Émile, né le 24 mai 1814, qui devient journaliste, maître de pension et littérateur, avant de mourir à Saint-Pétersbourg le 6 mars 1858, avec lequel il ne semble pas avoir été intime. En revanche, il a toute sa vie été très lié avec sa sœur, Anne-Angélique-Léonide, née le 27 novembre 1815 et morte célibataire le 28 octobre 1899 à Arcueil-Cachan.
Le père de l'auteur est né  à Orléans le 20 novembre 1777. Fils de Charles Lassailly, négociant, et de Madeleine Husson, il est marié depuis le 27 brumaire an XIV (18 novembre 1805) à Louise-Angélique Margouiller, d'une famille de Coulommiers, née en 1784 et morte à Paris à une date inconnue, avec laquelle il s'installe au 17, rue des Trois-Marie, avant de déménager rue Royale, au 16 en 1806, puis au 8 en 1814. Ses affaires ayant périclité, il sombre dans l'endettement et finit par se suicider en se jetant dans la Loire le 17 décembre 1829. Son corps est retrouvé près de La Baule, où un procès-verbal est dressé deux jours après.
Après de bonnes études, alors que sa famille pensait qu'il s'orienterait vers la prêtrise, en particulier sa mère, il entre comme commis dans la pharmacie de Jacques Montagnier, dont la boutique se trouve 8, place du Grand-Marché. Après avoir entrevu Hugo et Nodier de passage à Orléans en 1825, il décide de quitter la pharmacie et part, en juillet 1826, avec 50 francs accordés par son père en échange de la promesse d'aider son frère Émile et sa sœur Léonide, tenter sa chance à Paris, où il connaît la vie de bohème.

## La bohème romantique
À Paris, Lassailly parvient à placer plusieurs poèmes dans le mensuel La Psyché, puis dans la Tribune romantique, jusqu'à leur disparition. Par la suite, L'Almanach des Muses l'accueille dans ses colonnes ; il y publie en 1832 les 120 vers de son « Hommage à M. de Lamartine », écrit en réponse au poème « À Monsieur de Lamartine » paru le 3 juillet 1831 dans La Némésis de Barthélemy et Méry et justification de l'auteur des Méditations,.
Se distinguant par son dandysme, il rencontre Victor Cousin, Alexandre Dumas, Alfred de Vigny, est admis en 1833 aux samedis de Gavarni, où il fait la connaissance de Balzac en 1834, et au salon de la duchesse d'Abrantès. En août 1830, après les Trois Glorieuses, recommandé par Cousin, Lamartine et Hugo, il rencontre Villemain, membre du Conseil royal de l'Instruction publique, afin d'obtenir un emploi de bibliothécaire, en vain. Devenant journaliste, il s'épuise dans des travaux alimentaires, est publié dans l'Indépendant, L'Artiste, assure la rubrique des spectacles à L'Intransigeant, devient secrétaire à la Revue des deux Mondes, donne des recensions bibliographiques au Messager de 1838 à 1840. Toutefois, le caractère épisodique de ces contributions ne lui permet pas de vivre réellement de sa plume.
Il appartient au groupe des Bousingos, groupe de jeunes romantiques excentriques des années 1830, parmi lesquels on trouve Pétrus Borel, Alphonse Esquiros, Théophile Gautier ou Gérard de Nerval. Avec ses camarades, il participe à la bataille d'Hernani (25 février 1830), où, vêtu d'un gilet vert tendre et de la casquette rouge à chaînette des Bousingos, « un énorme camélia » à la boutonnière, il a un échange virulent avec l'académicien François-Auguste Parseval-Grandmaison au sujet d'une réplique, selon Alexandre Dumas, et démolit les banquettes du parquet pour en faire une arme contre les « philistins »,. On le retrouve aussi aux premières de Marion de Lorme au théâtre de la Porte-Saint-Martin (11 août 1831) et du Roi s'amuse (22 novembre 1832),.
En 1832 paraît chez Renduel et Fournier, l'éditeur des romantiques, Poésie sur la mort du fils de Bonaparte, qui annonce en quatrième de couverture la parution prochaine de deux romans, Robespierre, roman politique, et Jésus-Christ, roman philosophique, qui ne verront jamais le jour.
Le 18 mai 1833, le roman Les Roueries de Trialph paraît chez Sylvestre, mais ne rencontre pas le succès escompté ; La France littéraire et le Journal général de la littérature de France l'éreintent, la Revue des deux Mondes et la Revue encyclopédique en font une recension assez critique. Par la suite, il prépare avec Gavarni et Antony Deschamps la création du Journal des gens du monde, journal artiste, fashionable, consacré à la littérature et à la mode, le 15 octobre. Rédacteur en chef, il est bientôt contraint de démissionner, mais continue à publier des articles, avant la disparition du périodique, en juillet 1834, au bout de 19 numéros. En 1834, il collabore au magazine d'Édouard Pouyat, Les Étoiles, où paraît notamment un poème de 400 vers intitulé « Le Cadavre », ainsi qu'à d'autres publications, notamment féminines, ainsi qu'au Monde dramatique de Gérard de Nerval, et participe, avec Borel, au Livre de beauté de Louis Janet,.
En 1836, il rencontre lors d'un bal la comtesse de Magnencourt, qui lui inspire une passion muette. Cette idylle aurait inspiré l'intrigue de Ruy Blas à Hugo, selon André Lebois, le personnage de Michel Chrestien à Balzac dans les Illusions perdues, selon Jean-Hervé Donnard, ou celui de Ferrante Palla dans La Chartreuse de Parme de Stendhal, selon Maurice Tourneux. De son côté, André Ferran suggère un rapprochement avec Samuel Cramer, le héros de La Fanfarlo de Charles Baudelaire.
À plusieurs reprises, il tente de fonder ses propres revues, toutes au destin éphémère malgré leur ambition, faute d'abonnés, qu'il s'agisse d’Ariel, journal du monde élégant, créé avec Théophile Gautier et à laquelle contribuèrent Vigny et Musset, mais qui ne parut que du 2 mars au 7 mai 1836,, ou de la Revue critique, dont il était à la fois le directeur, le propriétaire et l'unique rédacteur, en janvier 1840 (ce mensuel n'eut que quatre numéros).
En 1839, il est employé comme secrétaire par Balzac, alors installé à la Maison des Jardies, pour l'aider dans la rédaction de l'École des ménages et collabore à Mercadet, ou Le Faiseur. Revenant sur cet épisode de sa vie, Lassailly expliquera avoir été réveillé « le pistolet sous la gorge », jusqu'à huit fois par nuit, pour inventer « le sujet d'un drame qui fasse courir tout Paris ». Toutefois, il décline l'offre de François Guizot, alors ministre de l'Intérieur, qui, en 1830, lui propose de devenir sous-préfet, de même que celle de Villemain, alors ministre de l'Instruction publique, qui, en 1839, lui ouvre les portes de l'enseignement, car, l'une comme l'autre, elles l'auraient éloigné de Paris et contraint à renoncer à une carrière littéraire, alors qu'il est encore persuadé que justice sera rendue à son talent. En même temps, s'il persiste dans l'activité journalistique, c'est qu'à ses yeux, l'art peut influer sur le réel.

## L'internement
Esprit tourmenté par la religion, obsédé par la pureté, enfermé dans l'illusion d'un dialogue avec de grandes figures de l'histoire, alors qu'il vit dans la misère, il sombre dans la folie au début de mai 1840, à la suite du naufrage de la Revue critique. Grâce à l'intervention de Vigny, qui fait ce qu'il peut pour aider un Lassailly qu'il considère comme « encore un désolant exemple des supplices d'un travail excessif dans une organisation faible », il obtient un secours du ministère de l'Intérieur et, le 12 mai 1840, Lamartine organise une quête à la Chambre des députés en sa faveur. Il est admis dans la maison de santé du docteur Blanche, au no 4 de la rue Traînée devenu le 22-22bis rue Norvins. Puis, le 26 mai, à l'initiative de Vigny, il devient pensionnaire du docteur Brière de Boismont, au 21 rue Neuve Sainte-Geneviève, près du Panthéon, où il demeure, hormis quelques absences, jusqu'à sa mort, en 1843, à l'âge de 36 ans,.

## Postérité
Républicain, il a facilité la formation de la légende napoléonienne avec ses poésies qui ont remporté un succès populaire. Surtout, il est l'auteur d'un roman où le héros reflète la tendance suicidaire de la génération romantique.
Pour Tristan Tzara, Lassailly est, avec Borel, de ceux qui « nous communiquent […] l'incapacité de la parole en tant que véhicule de la logique, d'exprimer des sentiments » (Essai sur la situation de la poésie, 1927).

## Œuvres
- Poésie sur la mort du fils de Bonaparte, Paris, Eugène Renduel, 1832, 15 pages.
- Les Roueries de Trialph, notre contemporain avant son suicide, Paris, Silvestre, 1833, XXXII-338 pages (réimpression de l'édition de 1833 : Genève, Slatkine Reprints, 1973 ; réédition : Paris, Plasma, 1978, 191 pages, et Arles, Sulliver, 2006, 221 pages).

Auteur de quelques articles dans la Revue des Deux Mondes, il a publié en feuilleton plusieurs nouvelles dans le Siècle :
- Une éducation de jeune homme au XVIIIe siècle, 8 avril 1837 ;
- La Trahison d'une fleur, 18 août 1837 ;
- Grégorio Banchi, 9 octobre 1837 ;
- Un secrétaire du XVIIIe siècle, ou le Griffon de la vicomtesse de Solanges, 6 et 7 novembre 1837 ;
- Louisette, 8 et 9 janvier 1838 ;
- Les Gouttes de digitale, 7 mai 1838.

Il a également collaboré au Livre de beauté, souvenirs historiques, à la Morale en action du christianisme, et publié l’Insouciance dans Le Dahlia, le Cadavre en 1834 et le Prolétaire dans la revue Les Étoiles, la nouvelle l'Homme de trente ans en 1837 dans la Chronique de Paris, journal de Balzac.
| Le Camélia |
| Chaque fleur dit un mot du livre de nature : La rose est à l'amour et fête la beauté, La violette exhale une âme aimable et pure, Et le lis resplendit de sa simplicité. |
| Mais le Camélia, monstre de la culture, Rose sans ambroisie et lis sans majesté, Semble s'épanouir aux saisons de froidure Pour les ennuis coquets de la virginité.      |
| Cependant, au rebord des loges de théâtre, J'aime à voir, évasant leurs pétales d'albâtre, Couronne de pudeur, de blancs camélias                                        |
| Parmi les cheveux noirs des belles jeunes femmes Qui savent inspirer un amour pur aux âmes, Comme les marbres grecs du sculpteur Phidias.                                |
| |

| La Pâquerette |
| Pâquerettes des prés, vos couleurs assorties Ne brillent pas toujours pour égayer les yeux ; Elles disent encor les plus chers de nos vœux En un poème où l'homme apprend ses sympathies : |
| Vos étamines d'or par de l'argent serties Révèlent les trésors dont il fera ses dieux ; Et vos filets, où coule un sang mystérieux, Ce que coûte un succès en douleurs ressenties !        |
| Est-ce pour être éclos le jour où du tombeau Jésus, ressuscité sur un monde plus beau, Fit pleuvoir des vertus en secouant ses ailes,                                                      |
| Que l'automne revoit vos courts pétales blancs Parlant à nos regards de plaisirs infidèles, Ou pour nous rappeler la fleur de nos vingt ans ?                                              |
| |

| Le Cadavre (1834) |
| (extrait) |
| Les prudes de boudoir qui veulent de la gaze, Et leurs gents troubadours qui satinent la phrase, Osent me reprocher l'attentat inouï De trop sentir le Peuple en mes vers... Eh bien ! oui, Je suis du Peuple, moi; je suis de la canaille ; Et comme Job le gueux, je chante sur la paille ; Mon inspiration hurle à travers les mots ; Mais j'ai beaucoup d'amour ; c'est par là que je vaux ! [...] |
| |